# Jang Sun-jae
Jang Sun-jae (장선재; * 14. Dezember 1984 in Gyeonggi-do, Südkorea) ist ein südkoreanischer Bahn- und Straßenradrennfahrer.

## Sportlicher Werdegang
2004 gewann Jang Sun-jae die dritte Etappe bei der Tour de Korea. Im Jahr darauf wurde er in Punjab asiatischer Bahnradmeister in der Einerverfolgung. 2007 belegte er bei de B-Weltmeisterschaft in Kapstadt den fünften Rang im Einzelzeitfahren. Bei der Tour de Korea-Japan konnte Jang Sun-jae 2008 zwei Teilstücke für sich entscheiden. 2011 wurde er südkoreanischer Meister im Straßenrennen und gewann eine Etappe der Tour of China.
Besonders erfolgreich war Jang im Bahnradsport auf kontinentalem Niveau. Zwischen 2003 und 2017 errang er mindestens 15 Titel als Asienmeister in den Disziplinen Einer- und Mannschaftsverfolgung sowie Zweier-Mannschaftsfahren und Omnium. Zudem war er fünf Mal bei Asienspielen erfolgreich.
2012 startet Jang mit dem südkoreanischen Bahn-Vierer bei den Olympischen Spielen in London, der in der Mannschaftsverfolgung Platz zehn belegte.
2016 beendete er seine aktive Radsportlaufbahn, anschließend wurde er Sportdirektor des heimischen LX Cycling Teams.

## Erfolge

### Straße
2004
- eine Etappe Tour de Korea

2008
- zwei Etappen Tour de Korea-Japan

2011
- Südkoreanischer Meister – Straßenrennen
- Universiade – Teamzeitfahren
- eine Etappe Tour of China

### Bahn
2003
- Asienmeisterschaft – Einerverfolgung
- Asienmeister – Mannschaftsverfolgung (mit Choi Soon-young, Kwak Hoon-sin und Song Kyung-bang)

2005
- Asienmeister – Einerverfolgung
- Asienmeister – Mannschaftsverfolgung (mit Cho Hyun-ok, Park Sung-baek und Youm Jung-hwan)

2006
- Asienmeister – Einerverfolgung
- Asienmeister – Mannschaftsverfolgung (mit Kim Dong-hun, Park Sung-baek und Youm Jung-hwan)
- Asienspiele – Einerverfolgung
- Asienspiele – Mannschaftsverfolgung (mit Hwang In-hyeok, Kim Dong-hun und Park Sung-baek)
- Asienspiele – Madison

2007
- Asienmeisterschaft – Mannschaftsverfolgung (mit Hwang In-hyeok, Jang Chan-jae und Kim Tae-gyun)
- Asienmeister – Madison (mit Jang Chan-jae)

2010
- Asienmeister – Einerverfolgung
- Asienmeister – Mannschaftsverfolgung (mit Cho Ho-sung, Hwang In-hyeok und Park Seon-ho)
- Asienmeister – Madison (mit Park Seon-ho)
- Asienspiele 2010 – Einerverfolgung
- Asienspiele 2010 – Mannschaftsverfolgung (mit Cho Ho-sung, Hwang In-hyeok und Park Seon-ho)

2011
- Asienmeister – Einerverfolgung
- Asienmeister – Mannschaftsverfolgung (mit Park Keon-woo, Park Seon-ho und Park Sung-baek)
- Asienmeister – Scratch
- Universiade – Einerverfolgung

2012
- Asienmeister – Mannschaftsverfolgung (mit Park Keon-woo, Park Seon-ho und Park Sung-baek)
- Asienmeisterschaft – Omnium

2013
- Asienmeister – Einerverfolgung
- Asienmeister – Mannschaftsverfolgung (mit Park Keon-woo, Park Seon-ho und Park Sung-baek)
- Asienmeisterschaft – Madison (mit Seung Woo Choi)

2014
- Asienmeisterschaft – Mannschaftsverfolgung (mit Cho Ho-sung, Park Keon-woo und Park Seon-ho)
- Asienmeisterschaft – Madison (mit Park Keon-woo)